# 神様のパズル
『神様のパズル』（かみさまのパズル）は、機本伸司によるSF小説。また、これを原作とした漫画、日本映画。

## 小説
2002年11月に角川春樹事務所から単行本、2006年5月に同社からハルキ文庫版が出版された。単行本・文庫本表紙イラストは共にD.K。第3回小松左京賞受賞作である。
- 単行本 ISBN 978-4758410038
- 文庫版 ISBN 978-4758432337

2008年にゲーム化と映画化がなされた際、単行本の売り上げが年間ベストセラー第3位を記録している。
続編として『穂瑞沙羅華の課外活動』シリーズ全5作（2009年 - 2017年）が刊行されている。また、スピンオフ作品に『神様のパラドックス』（2008年）がある。

## あらすじ
履修単位を落とし、卒業が危ぶまれる大学生・綿貫は、受講ゼミの教授からとある「お願い」をされてしまう。そのお願いとは、天才と謳われた不登校の少女・穂瑞沙羅華をゼミに参加させて欲しいというものだった。説得は無理かと思われたが、ひょんなことから生まれた疑問「宇宙は人間に作れるのか?」を投げかけたところ、彼女はゼミに姿を現した。そして綿貫は、彼女と共に宇宙が人間に作れることをゼミで証明する羽目になってしまう。

## 登場人物
綿貫基一（わたぬき もとかず）
本作の主人公。K大学理学部物理学科に通う大学4年生。物語は、彼が記した日記という形で進行していく。
穂瑞沙羅華（ほみず さらか）
人工授精により誕生した天才児。その頭脳は16歳でありながら、飛び級で大学生となっている。
森矢教授と母親が再婚した後、大学を退学し高校へ編入。
佐倉（さくら）
綿貫の友人。口が上手く、コンパの約束を取り付けるなど、女性の扱いに長けている様。
須藤（すどう）
綿貫と同じゼミの生徒。SF小説に造詣が深く、いわゆるおたくな人物。関西弁を使う。
保積（ほづみ）
綿貫と同じゼミの生徒。綿貫が片想いをしている女性。
鳩村（はとむら）
綿貫が受講するゼミの女性教授。人当たりの良い性格で、テレビにもコメンテイターとしてたまに出演している。
森矢（もりや）
鳩村研究室の准教授。ただし単行本では助教授となっている。
相理（あいり）
鳩村研究室の助手。大学院を出て、助手になった。ただし単行本では大学院を出ていない設定となっている。
橋詰（はしづめ）
大学の講義の時、いつも一番前の席で聴講している老人。綿貫らに物語のきっかけとなる疑問を呈した。

## 漫画
内田征宏の作画で漫画化された。2007年9月11日よりYahoo!コミック内「FlexComixブラッド」で連載を開始し、2008年6月より「FlexComixネクスト」へ移籍して、2010年9月14日掲載分で終了した。
単行本はFlex Comixレーベルから全4巻で、第3巻まではソフトバンククリエイティブから、第4巻はほるぷ出版から刊行されている。
1. 2008年6月4日発売 ISBN 978-4797348781
2. 2009年4月9日発売 ISBN 978-4797354041
3. 2009年12月11日発売 ISBN 978-4797357578
4. 2012年9月12日発売 ISBN 978-4593857043

## 映画
2008年6月7日公開。角川春樹事務所製作映画が東映配給で公開されるのは、『男たちの大和/YAMATO』以来2年半ぶりとなる。
2006年にゲーム化とともに映画化が発表された。2007年8月22日にクランクインし、神戸大学六甲台本館（登録有形文化財）、京都府、茨城県三の丸庁舎、SPring-8、高エネルギー加速器研究機構などでロケが行われ、同年10月末にクランクアップした。
本篇のDVDは2008年11月21日発売。

### キャスト
2006年に角川春樹事務所とエイベックスにより開催された女優オーディションでは、同オーディションの審査員特別賞受賞者が本作品の主演・主題歌を務めると告知されていた。しかし審査の結果、特別賞は「該当者なし」とされ、急遽設けられた審査員賞を下宮里穂子が受賞した。そのため、2007年には谷村美月がヒロイン・穂瑞沙羅華を、主人公・綿貫基一を市原隼人が演じる内容で製作発表が行われた。なお、下宮の本作品への参加は発表されていない。
- 綿貫基一/綿貫喜一：市原隼人
- 穂瑞沙羅華：谷村美月
- 白鳥：松本莉緒
- 佐倉：田中幸太朗
- 須藤：岩尾望（フットボールアワー）
- 平山祐介
- 権田原みほ：蜷川みほ
- 諏訪太朗
- 法福法彦
- 斎藤歩
- 井田國彦
- 藤間宇宙
- 体育会系の学生：小島よしお
- 基一・喜一の母：氏家恵
- 松本花奈
- 福士だいき
- 野村祐人
- 村上：國村隼
- 石井苗子（同時通訳）
- 相理助手：黄川田将也
- 寿司屋・権田原：六平直政
- 塩見三省
- 電力流通本部長：遠藤憲一
- 農家・山田：李麗仙
- 橋詰老人：笹野高史
- 沙羅華の母：若村麻由美（特別出演）
- 鳩村教授：石田ゆり子

### スタッフ
- 監督：三池崇史
- エグゼクティブ・プロデューサー：角川春樹
- 製作：山本英俊
- プロデュース：大杉明彦／遠藤茂行
- プロデューサー：松井一浩／川崎隆
- 脚本：NAKA雅MURA
- 音楽：鳥山雄司
- 主題歌：ASUKA「神様のパズル」
- 撮影：柳島克己
- 照明：渡辺嘉
- 録音：小原善哉
- 美術：内田哲也
- ビューティー・ディレクター：柘植伊佐夫
- 編集：島村秦司
- CGIプロデューサー：坂美佐子
- 音響効果：柴崎憲治
- 監修：苫米地英人
- 製作：「神様のパズル」製作委員会（角川春樹事務所、フィールズ、東映、東映ビデオ、クオラス、文化放送、ハルキエンターテインメント）
- 制作プロダクション：タイムズイン
- CGI：オー・エル・エム デジタル など
- 配給：東映
- 上映時間：134分